# El Jadida

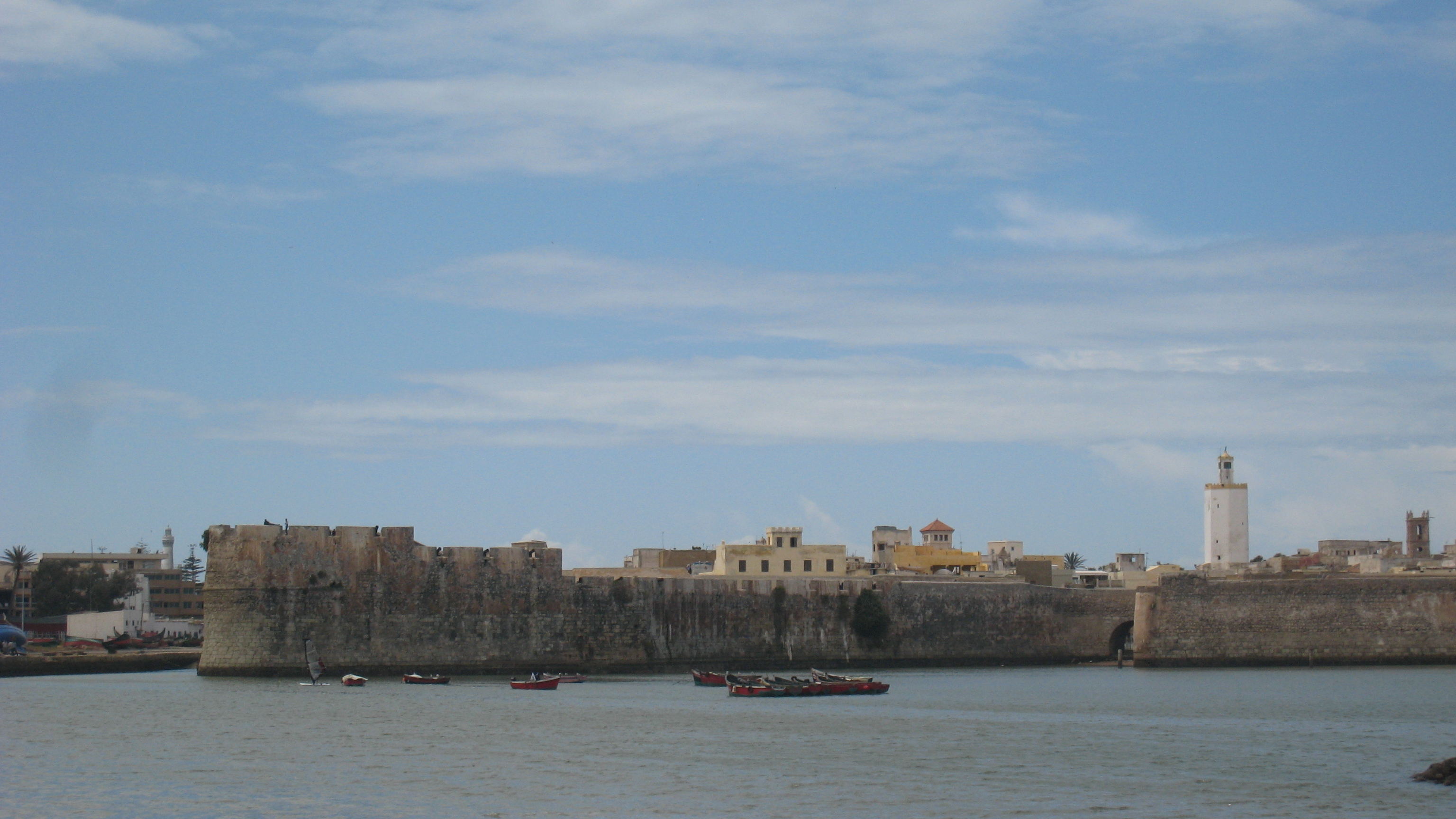
Orașul El Jadida văzut de pe ocean

El Jadida este un oraș-port în Maroc, pe malul Oceanului Atlantic.